# Condessa Mônica
Clóvis Vieira, mais conhecido como Condessa Mônica (Minas Gerais, 15 de junho de 1942 – São Paulo, 19 de junho de 1989), foi uma advogada, oficial de justiça, empresária da noite paulistana, diretora artística e performer transexual.

## Vida e carreira
Nascido em uma família de classe média com ascendência portuguesa, Clóvis Vieira tinha três irmãos, um com parentesco de pai e mãe, e dois do segundo casamento de sua mãe. Radicado no Bairro Cambuci em São Paulo, aos 12 anos completos conheceu Mônica, uma colega de sala de aula que se tornou a melhor amiga por toda a sua adolescência. Dizia que Mônica ao contrário dele tinha o temperamento explosivo, que o defendia sempre peitando os outros garotos da mesma idade que tentavam o bullying com ele, e com a voz embargada concluía: “perdi o contato, o tempo a levou por caminhos diversos dos meus”.
Aos 18 concluiu o ensino científico, e aos 25 anos, inicio da segunda metade da década de 1960 formou-se Bacharel em Direito. Exerceu exclusivamente a advocacia por alguns anos, e naquela mesma década acumulou a nomeação de Oficial de Justiça.

## A ideia
Ainda na segunda metade da década de 1960 sua vida profissional e a social eram intensas, fez muitas amizades, inclusive, frequentando aos guetos gays (bares alegres) à época um tanto quanto clandestinos, desde o golpe do Regime Militar AI-1 (Ato Institucional nº 1) de 9 de abril de 1964, agravado pelo AI-5 (Ato Institucional nº 5) de 13 de dezembro de 1968. Em razão de sua profissão costumava manter-se atualizado com as notícias econômicas, políticas e sociais do Brasil e do mundo. Foi então que ao tomar conhecimento dos episódios conflitantes e violentos ocorridos a partir de 28 de Junho de 1969 no Bar Stonewall Inn e imediações entre bissexuais, entendidos (gays), lésbicas e travestis com a polícia de Nova Iorque, Clóvis se viu norteada com a ideia de abrir um local com entretenimento adulto para a comunidade “entendida” ou mais tarde “gay” paulistana.
O ano de 1970 foi uma corrida contra o tempo. Clóvis acumulou a advocacia, as notificações judiciais, o projeto do bar, a procura por sócios, e o curso de interpretação cênica da Escola de Arte Dramática Ivan Mesquita que ficava na rua Turiaçu em Perdizes. Porém, só ao final daquele ano conseguiu concretizar a sociedade do bar com sua amiga Jandira que trouxe a assistente Dedé e Marthone que mais tarde ficou popular como a notória sonoplasta de toda à década.
Era o inicio do ano de 1971, com ele também tinha inicio a incessante procura pelo local ideal para o funcionamento do referido bar, e naquele mesmo mês de janeiro Clóvis se viu diante do número 2554 à Rua da Consolação onde funcionava um bar de frequência hétero, no qual estava fixa e visível na fachada a faixa “PASSA-SE O PONTO”. O que parecia um sonho ousado era a realidade, e em curto espaço de tempo foram concluídas as negociações com o pagamento das luvas.

## O Sonho
Os três meses seguintes foram necessários às tratativas burocráticas, reforma do local, e devido a pouca ou quase nenhuma experiência administrativa, Clóvis, que também era meticuloso no que fazia, viajou até o Rio de Janeiro para um workshop com os sócios da “Boate "La Cueva" que havia sido inaugurada em 1964, onde além de aprender o oficio, foi orientado a não fazer uso da nomenclatura “boate” nos registros de documentos públicos, pois para o governo militar é sinônimo de antro.
Entre a noite de 30 de abril e a madrugada de 1 de maio daquele mesmo ano acontecia a avant-première do bar com denominação provisória de “Top Room” direcionado ao público bissexual, entendido (gay), lésbico, simpatizante e travestis. Também foi naquela mesma noite que estreou o ator transformista Clóvis Vieira vivendo “Mônica”, que fazia alusão à sua inesquecível amiga da adolescência.
O sucesso do bar foi tal qual um meteoro, durante aquele mês funcionou somente aos sábados, mas no seguinte mês de junho passou a funcionar em dias úteis e fins de semanas sob a autorização expressa do Juiz da Comarca de Cerqueira Cesar que além de atuar naquela Comarca tornara-se amigo e uma espécie de protetor de Clóvis Vieira desde os tempos em que esse fez a prática jurídica no escritório de advocacia daquele.
Naquele ínterim os sócios decidiram mudar o nome do bar para “Nosso Mundo” como forma de deixar mais “abrasileirado”. Porém, Clóvis se lembrou de que o seu amigo Juiz tinha descendência italiana, e como bom estrategista que também era, resolveu agradar ao amigo mudando o nome do bar para “Nostro Mondo”. A rejeição dos frequentadores foi imediata, mas com o passar dos tempos o nome italianíssimo se popularizou.
Vale lembrar que durante a primeira década o Nostro Mondo funcionou com o registro público de firma individual, porém, na primeira metade da década seguinte com o advento da “Lei da Microempresa” que trouxe incentivos fiscais, a firma individual foi encerrada e foi aberta a sociedade com quotas de responsabilidade limitada “Nostro Mondo Bar Drink’s Ltda. – ME”. Portanto, a denominação “Boate Nostro Mondo” figurou anos a fio só verbalmente.
A Boate Nostro Mondo resistiu ao tempo e se transformou no mais antigo estabelecimento de entretenimento LGBT em funcionamento ininterrupto de São Paulo. Nunca se chegou a uma conclusão sobre de quem foi o mérito, sabe-se, no entanto, que a humildade do regente transformou a Boate Nostro Mondo na mais popular casa LGBT paulistana, e em meio às comemorações de seu aniversário de 30 (trinta) anos em 15 de junho de 1972 o seu nome artístico recebeu o título de “Condessa”. Ali nasceu à consagrada e eterna “Condessa Mônica” paulistana.

## O Sucesso
A criatividade de Clóvis não tinha limites, decidido em transformar o aniversário da boate em um acontecimento, criou “A Noite do Preto e Branco”, o badalado evento anual de véspera do feriado de 1º de maio que mais tarde na mesma noite também premiava com o troféu “Charlie Chaplin” às celebridades de várias categorias que se destacavam no ano anterior. A noite do preto e branco despertou de inicio especulações dos frequentadores, corriam rumores de que o evento também era uma forma de Clóvis homenagear ao seu time de coração “Corinthians”. Porém, com a complacência habitual ele respondia: “não meus amores, preto e branco é uma referência às cores da nossa casa que adotei desde o inicio”.
A casa intumescia a cada dia, mas apesar das incansáveis tentativas não funcionou com o público lésbico, o que levou ao desligamento da sócia Jandira ainda no final da primeira metade da década de 1970, e a Dedé que acabou se apegando ao Clóvis permaneceu até o final da segunda metade daquela década. Ambas seguiram separadas e abriram casas para àquele público.
Os shows revivendo os áureos tempos das revistas parisienses e de Walter Pinto do Cassino da Urca eram a marca da Boate Nostro Mondo. As produções suntuosas obrigaram Clóvis a contratar diretores artísticos, mas ele não teve sorte, o primeiro que ainda hoje é considerado o “ícone da noite” de tão arrogante e autoritário acabou sendo afastado, o segundo que dava ataques de estrelismo foi uma das primeiras vítimas da AIDS, e o terceiro, também um exímio costureiro que parecia ser o acerto definitivo por sua ternura em pessoa se desligou para abrir sua própria casa noturna. Decidido em não fazer novas contratações para o cargo Clóvis acabou acumulando a função de diretor artístico.
Clóvis também não media esforços para descobrir novos talentos, seu olho clínico era mais uma de suas aptidões, circulava nas noites do centro por locais onde havia concentrações dos que ele chamava de “artistas anônimos”, assim por suas mãos muitos talentos alçaram ao estrelato, alguns ainda estão nas noites do mundo afora, e outros rumaram com ele ao infinito.
Ainda na década de 1970 suas dublagens de Amália Rodrigues, Edith Piaf, e Miriam Batucada foram aclamadas. Com Edith Piaf na montagem do show “Vive La France” que permaneceu em cartaz durante longa temporada teve a sua maior consagração, chegando a ser reverenciado por ninguém menos que a grande Bibi Ferreira numa ocasião em que foi a entrevistada de “Condessa Convida”, uma espécie de talk show que antecedeu ao que mais tarde se tornou febre nas TVs.
Defendeu amigos e frequentadores de sua boate das repressões do Governo Civil Militar. Numa noite de sexta-feira, pronto para entrar em cena como Condessa Mônica, foi levado em regime de detenção ao DEIC onde permaneceu por 24 (vinte e quatro) horas sob a acusação de desacato à autoridade ao impedir a tentativa de invasão da boate por policiais sob o comando do então Delegado José Wilson Richetti. E ao ser interpelado por esse: “o Senhor um advogado não tem vergonha de se apresentar diante de mim vestido assim?”, sem hesitar respondeu: “vergonhoso é o País de regime que cerceia o direito dos seus serem o que são!”.
Com extrema discrição fazia doações às instituições de caridade, e quando surgiram os primeiros casos de HIV-AIDS não mediu esforços para ajudar portadores diagnosticados e doentes que eram abandonados pelas próprias famílias. Ao lado de Andréa de Mayo e Brenda Lee promoveu campanhas para o “Palácio das Princesas”, mais tarde a reconhecida “Casa de Apoio Brenda Lee”.

## O Adeus a Clóvis
No inicio da década de 1980 Clóvis decidiu entregar o cargo de Oficial de Justiça, permaneceu com a OAB, e assumiu a identidade de gênero feminino. Clóvis Vieira saiu de cena dando lugar definitivo à Condessa Mônica, e foi naquele mesmo período que durante as comemorações de seus 47 anos, em maio de 1989, optou por se presentear com a cirurgia de genitoplastia (redesignação sexual).

## Morte
Assim como sua musa, Edith Piaf, Condessa Mônica faleceu aos 47 anos. A causa de sua morte permaneceu desconhecida por 24 anos, gerando várias especulações. Porém, após minucioso trabalho de pesquisas, em 2013, chegou-se à real causa mortis: septicemia, infecção urinária e a síndrome da imunodeficiência adquirida.

## Legado
Condessa Mônica viveu com total desprendimento das vaidades, nunca se deu conta de que era a mais popular e querida figura pública da cena LGBT paulistana, nas décadas 1970 e 1980. 